# اوراتزیو فاگونه
اوراتزیو فاگونه (ایتالیایی: Orazio Fagone؛ زادهٔ ۱۳ نوامبر ۱۹۶۸) اسکیت‌باز سرعت اهل ایتالیا است.